# سیارک ۱۴۹۷۳
سیارک ۱۴۹۷۳ (به انگلیسی: 14973 Rossirosina، نامگذاری:1997RZ) چهارده هزار و نهصد و هفتاد و سومین سیارک کشف شده‌است که در ۱ سپتامبر ۱۹۹۷ کشف شد.
قدر مطلق سیارک برابر ۱۳٫۶۰ است.